# Eurodryas infraochrea
Eurodryas infraochrea är en fjärilsart som beskrevs av Ruggero Verity 1950. Eurodryas infraochrea ingår i släktet Eurodryas och familjen praktfjärilar. Inga underarter finns listade i Catalogue of Life.